# Marcus Ward Lyon
Marcus Ward Lyon Jr. (Rock Island Arsenal, 5 febbraio 1875 – South Bend, 19 maggio 1942) è stato uno zoologo e biologo statunitense.

## Biografia
Nato in una famiglia di militari, sviluppò fin dall'infanzia interesse verso la zoologia, collezionando campioni di fauna locale intorno alla caserma dove era di stanza il padre. Si laureò alla Brown University nel 1897 e continuò gli studi alla George Washington University mentre lavorava part-time allo United States National Museum (USNM). Contemporaneamente, insegnò alla Howard University Medical School e in seguito alla George Washington University Medical School. Ottenne il Ph.D. alla George Washington University nel 1913. Nel 1919, assieme alla moglie Martha, si trasferì a South Bend, nell'Indiana, per lavorare in una clinica aperta da poco. Prima del trasferimento, Lyon aveva pubblicato numerosi articoli di zoologia, sia durante che dopo il suo lavoro all'USNM. In questi articoli descrisse per la prima volta sette nuove specie (Hylobates albibarbis, Hystrix sumatrae, Ochotona cansus, Nycticebus bancanus, N. borneanus, Platyrrhinus umbratus e Presbytis percura), tre generi (Anathana, Pentalagus e Pronolagus) e una famiglia (Ptilocercidae). Una volta a South Bend, iniziò a pubblicare articoli di argomento medico, pur continuando, tuttavia, i suoi studi sui mammiferi, con un particolare interesse per quelli che vivono nell'Indiana. Complessivamente, in tutta la sua carriera, pubblicò oltre 160 articoli scientifici.
Durante la prima guerra mondiale Lyon acquisì il grado di maggiore nello United States Army Reserve e ricoprì la carica di presidente della American Society of Mammalogists nel 1931-1932. Fu membro di Sigma Xi, della Society of American Bacteriologists, della Indiana Academy of Science e della Biological Society of Washington. Negli ultimi anni della sua vita, Lyon divenne un acceso conservazionista.